# Paratrechina pallida
Paratrechina pallida är en myrart som beskrevs av Horace Donisthorpe 1947. Paratrechina pallida ingår i släktet Paratrechina och familjen myror. Inga underarter finns listade i Catalogue of Life.

## Bildgalleri

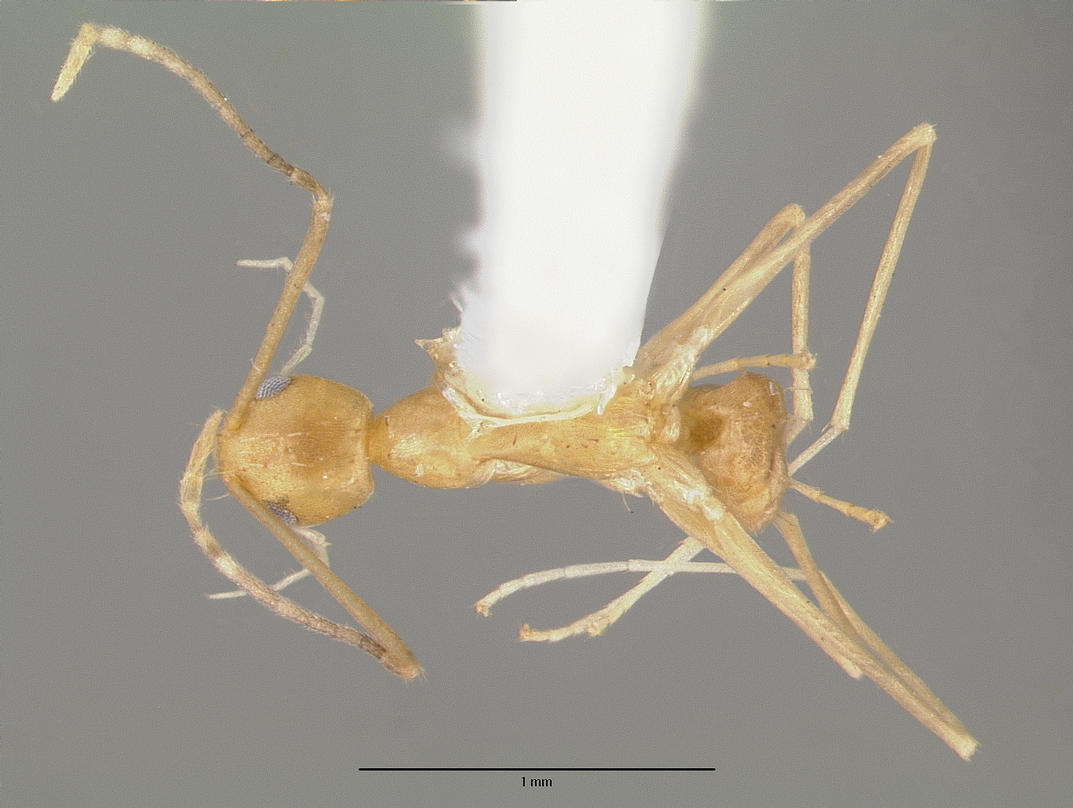
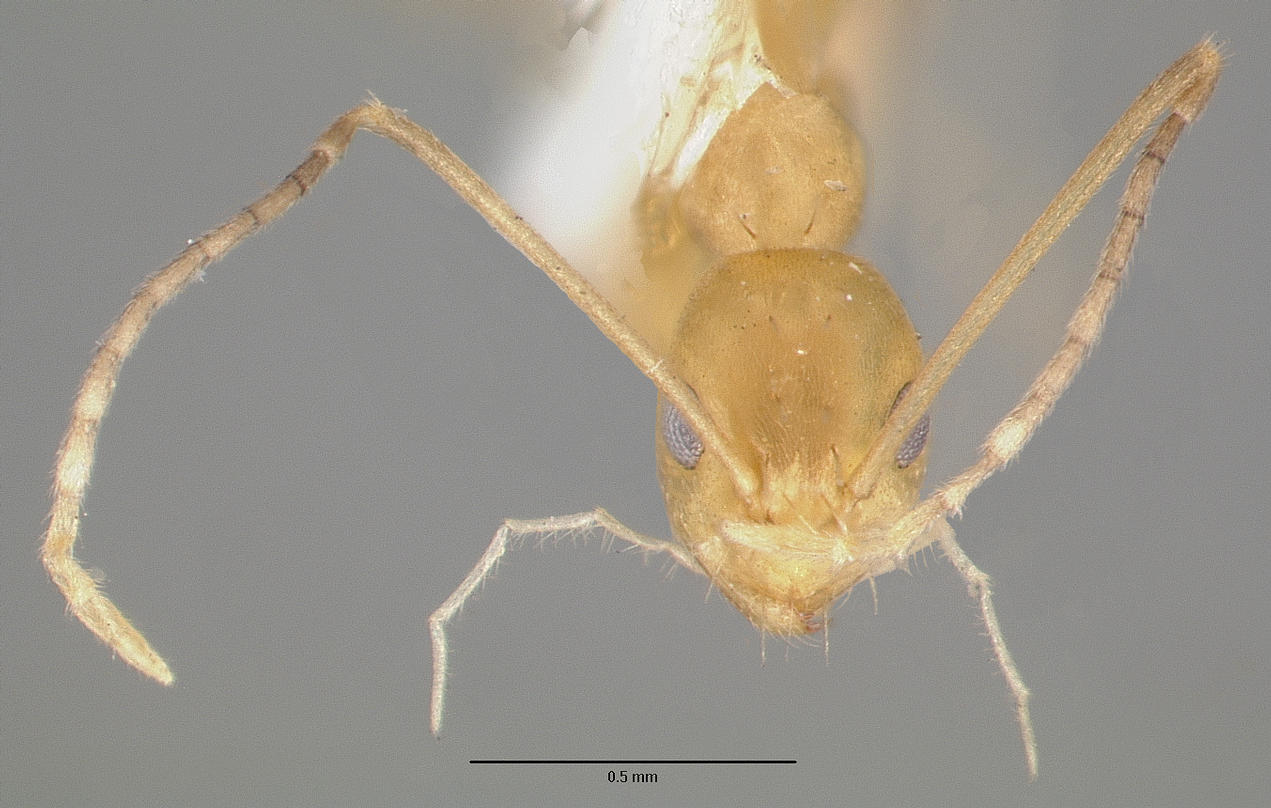
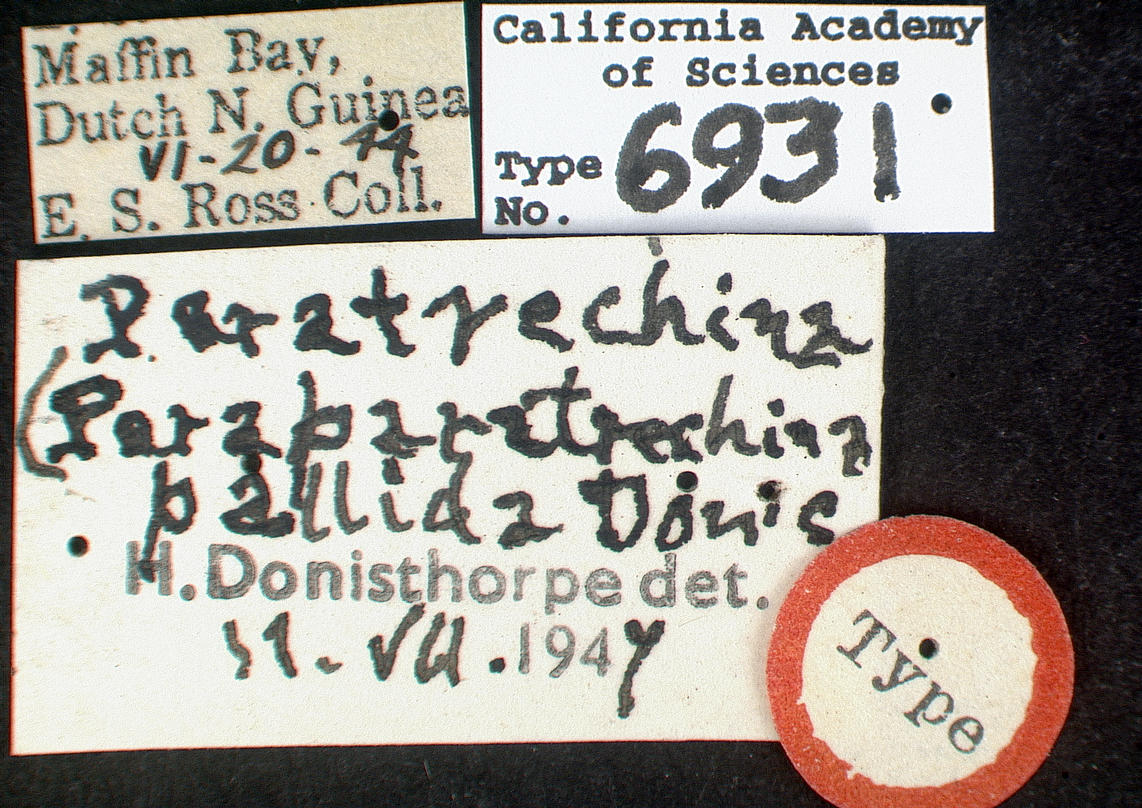
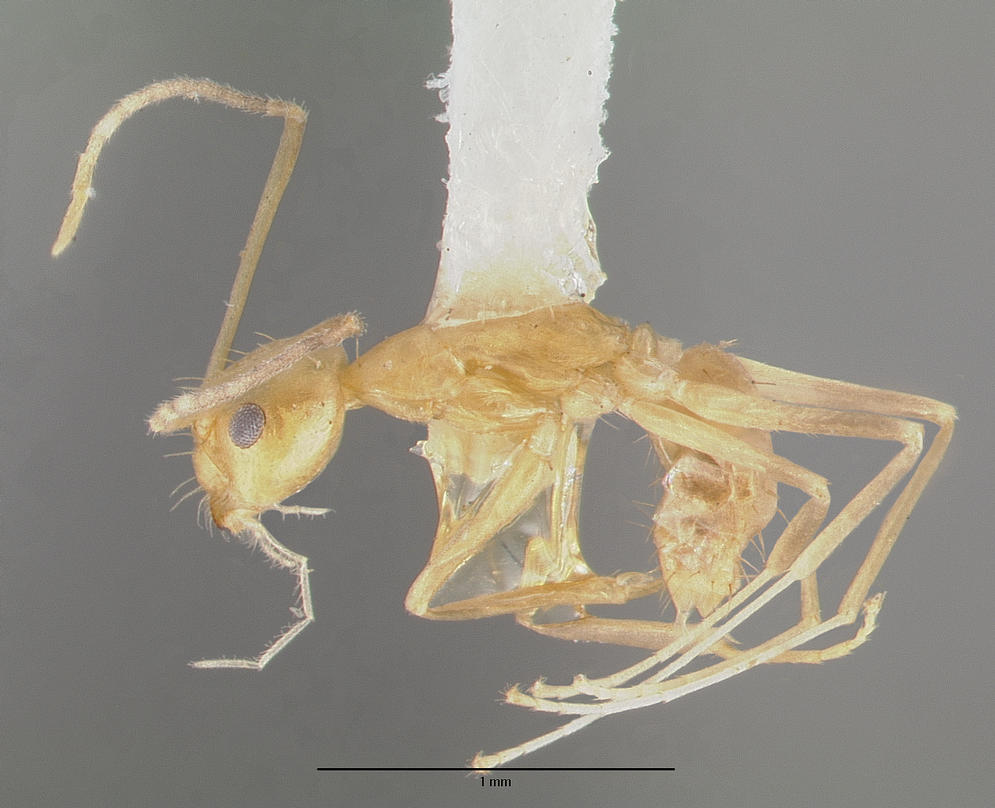